# Фаррар, Тайлер
 Та́йлер Фа́ррар (англ. Tyler Farrar; род. 2 июня 1984, Уэнатчи, Вашингтон) — американский профессиональный шоссейный велогонщик, выступающий за команду Garmin-Sharp. Победитель этапов всех трёх Гранд Туров.

## Карьера
Тайлер Фаррар начал заниматься велосипедным спортом в тринадцатилетнем возрасте, а в 2003 году подписал свой первый контракт с американской командой Jelly Belly, в составе которой провел один год. Ещё два года выступал за команду Health Net-Maxxis. В её составе в 2005 году выиграл спринтерский этап на главной молодёжной гонке мира — Тур де л'Авенир.
После этого успеха перебрался за океан и два года выступал за французскую команду Cofidis, но особых успехов не добыл и в 2008 году вернулся в США, подписав контракт с командой высшего дивизиона Slipstream-Chipotle.
В её составе Фаррар раскрылся как талантливый спринтер и в 2009 году одержал первую победу на этапе Гранд Тура, победив на этапе Вуэльты. В 2010 году американец первенствовал на двух этапах Джиро и на двух этапах Вуэльты, в том числе и на самом престижном, финишном этапе в Мадриде.
В начале 2011 года американец одержал победу на дебютном этапе Тиррено — Адриатико, замкнул тройку лучших на престижной классике Гент — Вевельгем и в хорошей форме подошёл к старту Джиро. Однако на третьем этапе гонки трагически погиб близкий друг Фаррара — бельгиец Воутер Вейландт. Во время этапа его памяти Фаррар и команда погибшего Leopard Trek в одну линию пересекли финишную черту. После этого гонщики снялись с гонки.
4 июля 2011 года, в День независимости США Фаррар выиграл этап на Тур де Франс, став первым американцем, выигравшим этап Тура в День независимости. При пересечении финишной черты Фаррар сложил руки в форме латинской буквы «W», посвящая свою победу погибшему Вейландту.
В следующие годы у Фаррара наступил спад в карьере — он не завоёвывал победы на крупнейших гонках и очень часто досрочно заканчивал гонки из-за падений (так на Тур де Франс 2012 он падал 4 раза).

## Выступления на Гранд Турах
| Гонка          | 2009 | 2010 | 2011 | 2012 | 2013 | 2014 |
| -------------- | ---- | ---- | ---- | ---- | ---- | ---- |
| Джиро д'Италия | Сход | Сход | Сход | Сход | —    |      |
| Тур де Франс   | 148  | Сход | 158  | 151  | —    |      |
| Вуэльта        | Сход | 141  | Сход | —    | 124  |      |